# 邵諴
邵諴（1440年—？），字元侃，浙江台州府太平縣人，軍籍，明朝政治人物。

## 生平
浙江鄉試第四名舉人。成化十七年（1481年）中式辛丑科會試第二百九十三名，二甲第八十名進士。

## 家族
曾祖邵養實；祖父邵進聲；父邵能正，母應氏。永感下。兄邵诺。